# 芦屋町
 芦屋町（あしやまち）は、福岡県遠賀郡・遠賀川河口に位置する町。北九州地域（都市計画の圏域では北九州都市圏）に属する。周辺市町と比べ公共交通の便が悪く、2002年に過疎地域に指定されたが、近年は遠賀川東岸で北九州市のベッドタウン化が進む。

## 地理
遠賀川の河口両岸に町域があり西岸に町役場など町の中心街があるが、それ以外の西岸地域は大半が航空自衛隊芦屋基地の敷地とそれに隣接する芦屋競艇場の敷地で占められている。また遠賀川の水域面積も広く、実質的な可住区域は7.37km2と狭い。そのため、中高層住宅地区もあり市街地の集積度は人口比に対しては高い方である。町の北側は玄海国定公園に指定されている響灘に面しており、
夏には海水浴客で賑わう芦屋海水浴場などがある。

### 気候
年中を通じて比較的温暖な気候である。沿岸であることから夏場に猛暑日になったり冬季に放射冷却での気温低下も内陸地に比べると少ない。冬は強い北西の季節風が吹き、沿岸部特有の低い雲がかかりやすく冬季は内陸の地域に比べると日照時間が少ない。福岡県内でも風の強い地域である。県内の他地域が積雪しているときでも積雪が無いことも多く、同じく沿岸部の県庁所在地の福岡市、北九州市と比較しても積雪回数は非常に少ない。その代わりに暴風、波浪等の気象警報が出されることが多く、暴風や波浪に注意が必要な日もある。

### 隣接する自治体・行政区
- 北九州市（若松区・八幡西区）
- 遠賀郡
  - 岡垣町
  - 遠賀町
  - 水巻町

## 町勢
隣接する北九州市との密接な繋がりがあり、同市のベッドタウンとなっている。遠賀川を挟み西岸地区には古くからの市街地が形成されているため開発できる土地が限られ、また著しく公共交通の利便性が悪いため周辺市町への人口流出が止まらず、人口は減少している。近隣の遠賀郡遠賀町や北九州市若松区高須地区などへの転出も多い。一方、遠賀川の東岸では2000年代に入り、約480戸の分譲団地が開発された。そのため一時期は人口増加に転じたが再び人口は減少傾向にある。特に遠賀川西岸の旧市街地では人口減少、若者層の流出が相次いでいる。また、緑ヶ丘地区には大規模な中高層住宅街があるが、近年は交通アクセスの悪化や経年による老朽化により空き家が増加している。また。町の方針として町営主義であり交通機関、病院、スーパー、住宅、レジャー施設、観光施設、インフラなど町民生活に直結する大半が町営である。

### 人口
| |                                        |  |
| 芦屋町と全国の年齢別人口分布（2005年） | 芦屋町の年齢・男女別人口分布（2005年） |  |
| ■紫色 ― 芦屋町 ■緑色 ― 日本全国 | ■青色 ― 男性 ■赤色 ― 女性              |  |
| 芦屋町（に相当する地域）の人口の推移 \| 1970年（昭和45年） \| 17,366人 \| \| \| 1975年（昭和50年） \| 19,762人 \| \| \| 1980年（昭和55年） \| 18,934人 \| \| \| 1985年（昭和60年） \| 18,643人 \| \| \| 1990年（平成2年） \| 17,398人 \| \| \| 1995年（平成7年） \| 16,685人 \| \| \| 2000年（平成12年） \| 15,827人 \| \| \| 2005年（平成17年） \| 16,247人 \| \| \| 2010年（平成22年） \| 15,369人 \| \| \| 2015年（平成27年） \| 14,208人 \| \| \| 2020年（令和2年） \| 13,545人 \| \| |                                        |  |
| 総務省統計局 国勢調査より |                                        |  |
| 1970年（昭和45年） | 17,366人                               |  |
| 1975年（昭和50年） | 19,762人                               |  |
| 1980年（昭和55年） | 18,934人                               |  |
| 1985年（昭和60年） | 18,643人                               |  |
| 1990年（平成2年） | 17,398人                               |  |
| 1995年（平成7年） | 16,685人                               |  |
| 2000年（平成12年） | 15,827人                               |  |
| 2005年（平成17年） | 16,247人                               |  |
| 2010年（平成22年） | 15,369人                               |  |
| 2015年（平成27年） | 14,208人                               |  |
| 2020年（令和2年） | 13,545人                               |  |

- 20代の男性が多いのは、航空自衛隊の隊員が基地内に定住しているためである。

### 地名
- 芦屋
- 山鹿

以下は住居表示の実施により発足した町である。
- 祇園町(1966年1月1日、芦屋より発足)
- 幸町(1966年1月1日、芦屋より発足)
- 白浜町(1966年1月1日、芦屋より発足)
- 正門町(1966年1月1日、芦屋より発足)
- 船頭町(1966年1月1日、芦屋より発足)
- 高浜町(1966年1月1日、芦屋より発足)
- 中ノ浜(1966年1月1日、芦屋より発足)
- 西浜町(1966年1月1日、芦屋より発足)
- 浜口町(1966年1月1日、芦屋より発足)
- 緑ヶ丘(1966年1月1日、芦屋より発足)
- 山鹿(1967年1月1日、山鹿より発足)
- 江川台(1982年、山鹿より発足)
- 花美坂(1999年、山鹿より発足)

## 歴史

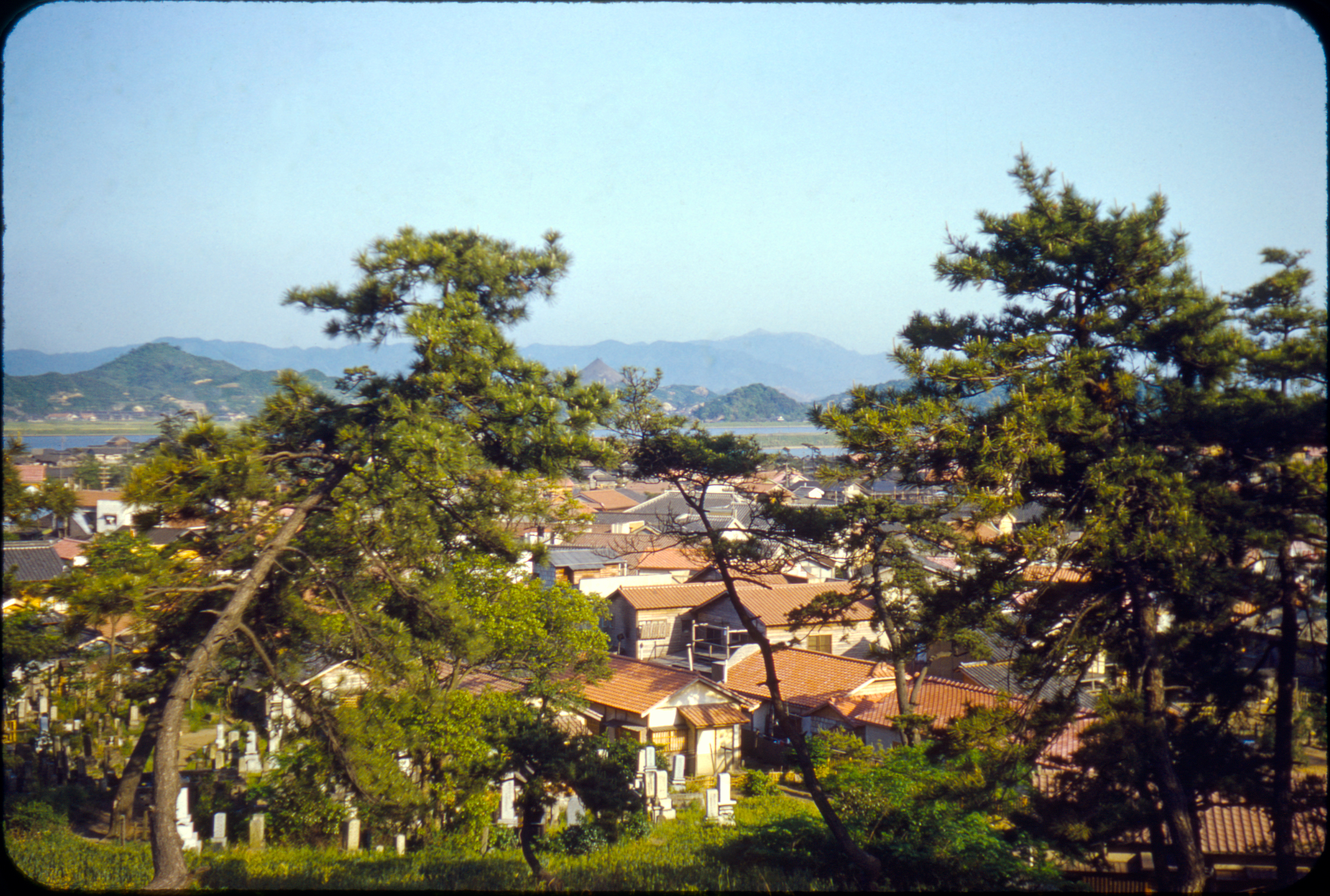
1955年当時の芦屋町全景

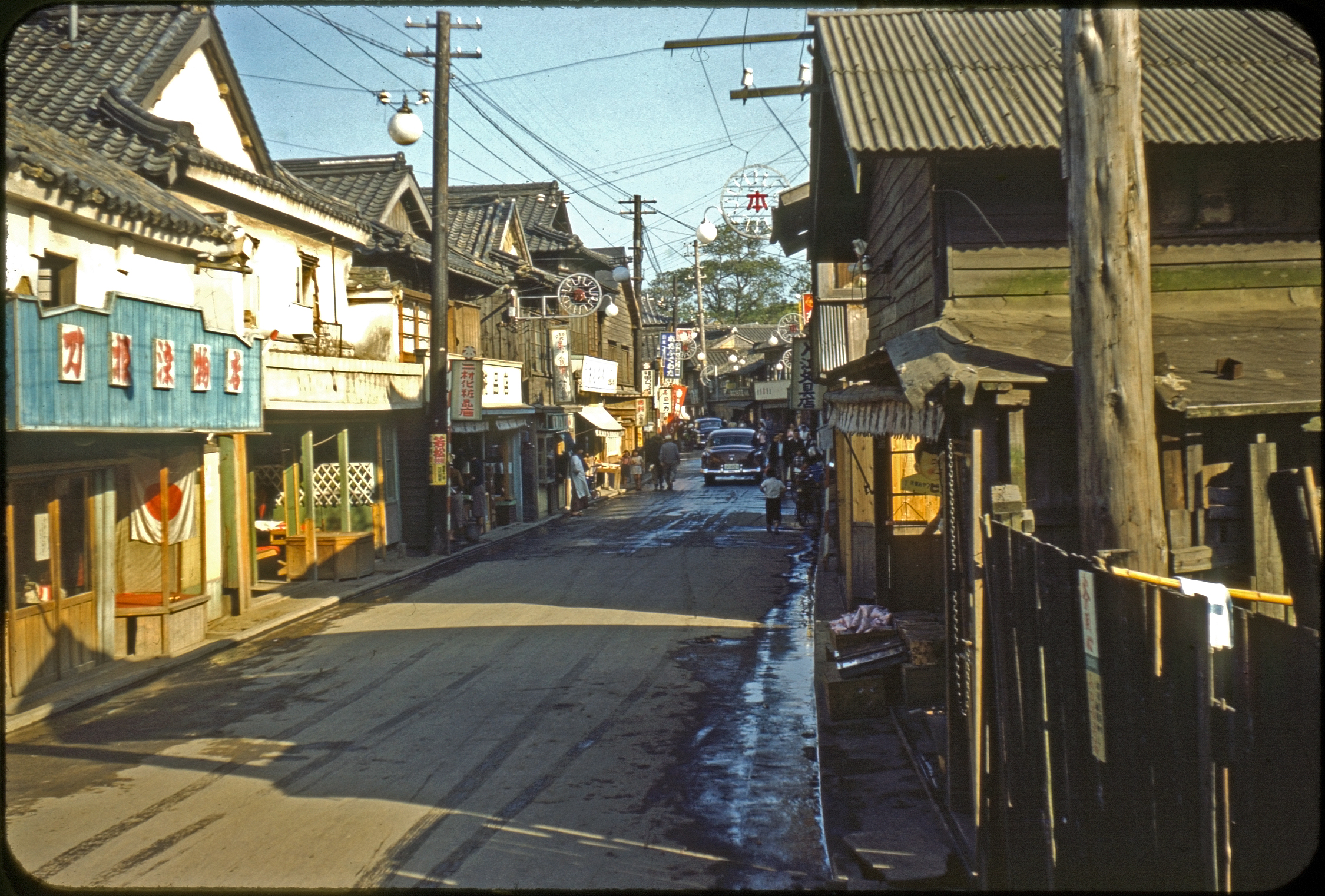
1955年当時の芦屋町中心部

太古の遠賀川の中流〜河口付近には縄文人の残した貝塚が分布しており、そのうち特に山鹿貝塚と呼ばれるものは全国的にも著名な貝塚となっている。
弥生時代後期には「岡の津」と呼ばれ、豊津・宇佐と共に三大軍港の一つとして有名であった。当時は奥の深い広大な湾を成していたが、長年の遠賀川からの土砂の堆積と干拓により、かつての面影は無い。平安時代中期から芦屋津（港）として記録に残る。
1185年、葦屋浦の戦い（治承・寿永の乱）の合戦場となった。同年平家が滅び、鎌倉幕府の誕生と共に、幕府の命により、宇都宮氏が地頭として赴任してきた。およそ1200年頃、土御門天皇の代に、宇都宮氏により「芦屋釜」が興された。
中世には「芦屋千軒・関千軒」とも言われ、下関とも肩を並べるほどの都市であった。江戸時代から明治初期にかけては唐津街道の宿場町・遠賀川の石炭積み出しの中継点として・博多や小倉などとも行き来する海洋交通の要衛として栄え、現在の遠賀郡の範囲のほか中間市･北九州市若松区・戸畑区・八幡西区・八幡東区の大半を含む郡域を統括する郡役所が設けられたほか、警察署・法務局・裁判所などの行政機関・高等教育機関も置かれ地域の中心都市として繁栄した。
しかし、明治になり開通した筑豊興業鉄道、九州鉄道の路線が町域を通らなかったこと(朝鮮半島や日本海に近いため沿岸部の鉄道建設は防衛上の観点からも忌避される傾向にあった。また地元の反対も大きかったとされる。芦屋に鉄道を敷設する場合には遠賀川に長大鉄橋の架橋が必要であり、さらに小倉・門司方面へは洞海湾を跨ぐ必要があった。)、1901年官営製鉄所が当時の八幡村に進出したことなどにより洞海湾沿岸部の村々が急激に都市化、また鉄道により折尾や若松が大いに発展したため地域の中心都市という優位性はなくなり、また交通の要衛から陸の孤島へと立場は変わり、行政機関は折尾村や若松へ移転。著しい町勢の衰退から巻き返しを図るべく鉄道を敷設したり、柏原または芦屋に大規模築港の構想もあったものの実現はせず、1900年頃には1万人を超えていた人口は、1940年頃には6000人ほどにまでに減少し、衰退した。
1941年に北九州工業地帯の防衛のために陸軍芦屋飛行場が完成し、敗戦後は米軍が接収する。1950年に朝鮮戦争が勃発すると芦屋基地は爆撃機の前線基地となったことで繁栄、隊員相手の歓楽街が形成され一気に人口は倍増した。それまで野原や芋畑ばかりであった現在の正門町地区にビアホールやダンスホール、遊興施設などが続々と完成しまさに眠らない町となった。
しかし、朝鮮戦争が休戦すると次第に米軍の規模は縮小。潮を引いたかのように好景気は去っていった。基地はその後1960年には返還される事となった。
この間人口は15,000人前後で、一進一退の状態であった。米軍撤退後には緑ヶ丘に存在した三井工作所の跡地に日本鋳鍛鋼の社宅を誘致、町内各地に大規模な町営住宅を建設、撤退した米軍基地の後継として航空自衛隊を誘致するなどし人口は急増、1970年代には2万人目前に迫ったものの、これをピークに人口は減少することとなった。

### 沿革
江戸時代には廻船問屋なども立ち並び活況を呈した。また、明治時代初頭にかけ、筑豊炭田の積出港として繁栄した。
- 1873年（明治6年） - 芦屋村市場町（現・西浜町）に遠賀郡役所設置。
- 1881年（明治14年） - 芦屋郵便局が3級郵便局に昇格。
- 1898年（明治31年） - 遠賀郡役所が折尾に移転。
- 1915年（大正4年） - 芦屋鉄道（遠賀川 - 西芦屋間）開業。
- 1931年（昭和6年） - 芦屋鉄道営業休止（事実上の廃止）。
- 1939年（昭和14年） - 旧日本陸軍が芦屋町内に飛行場を建設。
- 1945年（昭和20年） - 飛行場が米軍により接収され、朝鮮戦争時には爆撃機や輸送機の基地として使用された。
- 1947年（昭和22年） - 芦屋線開業（米軍基地関係者のみ利用可能、1950年（昭和25年）に一般乗客に開放）。
- 1952年（昭和27年） - 遠賀川水面にて芦屋競艇場初開催。
- 1961年（昭和36年） - 米軍が芦屋基地から撤退したのち航空自衛隊芦屋基地開設。芦屋線廃止。
- 1962年（昭和37年） - 日炭大君坑閉山[4]
- 1969年（昭和44年） - 芦屋競艇場が現在地に移転。
- 1979年（昭和54年） - 「遠賀・中間地域広域行政事務組合」設立（構成市町：中間市、遠賀郡4町、宗像郡玄海町）。
- 1998年（平成10年） - 栃木県佐野市と親善都市提携。
- 2002年（平成14年） - 北九州市主導の共同事業による急行バス「黒崎・芦屋間急行バス」運行開始。
- 2005年（平成17年） - 西鉄バス芦屋線の廃止代替バス「芦屋タウンバス」運行開始。北九州市交通局が運行。
- 2007年（平成19年） - 上水道事業を北九州市に統合。
- 2017年（平成29年） - 黒崎芦屋間急行バスが廃止。

### 行政区の変遷
- 1889年4月1日  - 町村制施行により、遠賀郡芦屋村及び山鹿村が発足する。
- 1891年6月10日  - 町制施行して、芦屋町となる。
- 1905年11月5日 - 山鹿村を編入する。

## 行政

### 町長
- 波多野茂丸（4期目）
- 任期：2023年4月30日

### 町議会
- 定数：12人
- 任期：2023年4月30日

### 親善・姉妹都市
- 栃木県佐野市

### 警察
- 折尾警察署
  - 芦屋交番
  - 遠賀郡内に警察署はなく、郡内4町全てが北九州市八幡西区にある折尾警察署の管轄となっている。

元々は、1875年（明治8年）に芦屋町内に警察掛巡視所（2年後の1877年（明治10年）に芦屋警察署と改称）が設置され、芦屋警察署の分署を若松・黒崎・赤間に設置していた。1889年（明治22年）若松に本署が移転し若松警察署芦屋分署に。その後1891年（明治24年）に折尾に芦屋警察署管轄の派出所が設置された。1906年（明治39年）には若松警察署芦屋分署は折尾に移転する形で廃止、戦後には自治体警察の芦屋町警察署が設置されていた。警察法の改正により廃止され町内全域および町内の派出所は現在折尾署の管轄となっている。米軍基地もあった関係で1967年まで芦屋警部派出所、1971年まで芦屋警部補派出所、以降は芦屋部長派出所→交番となっている。また、2003年8月の再編までは山鹿駐在所も存在した。

### 消防
- 遠賀郡消防本部（遠賀町）
  - 遠賀郡消防署芦屋分署

### 国防

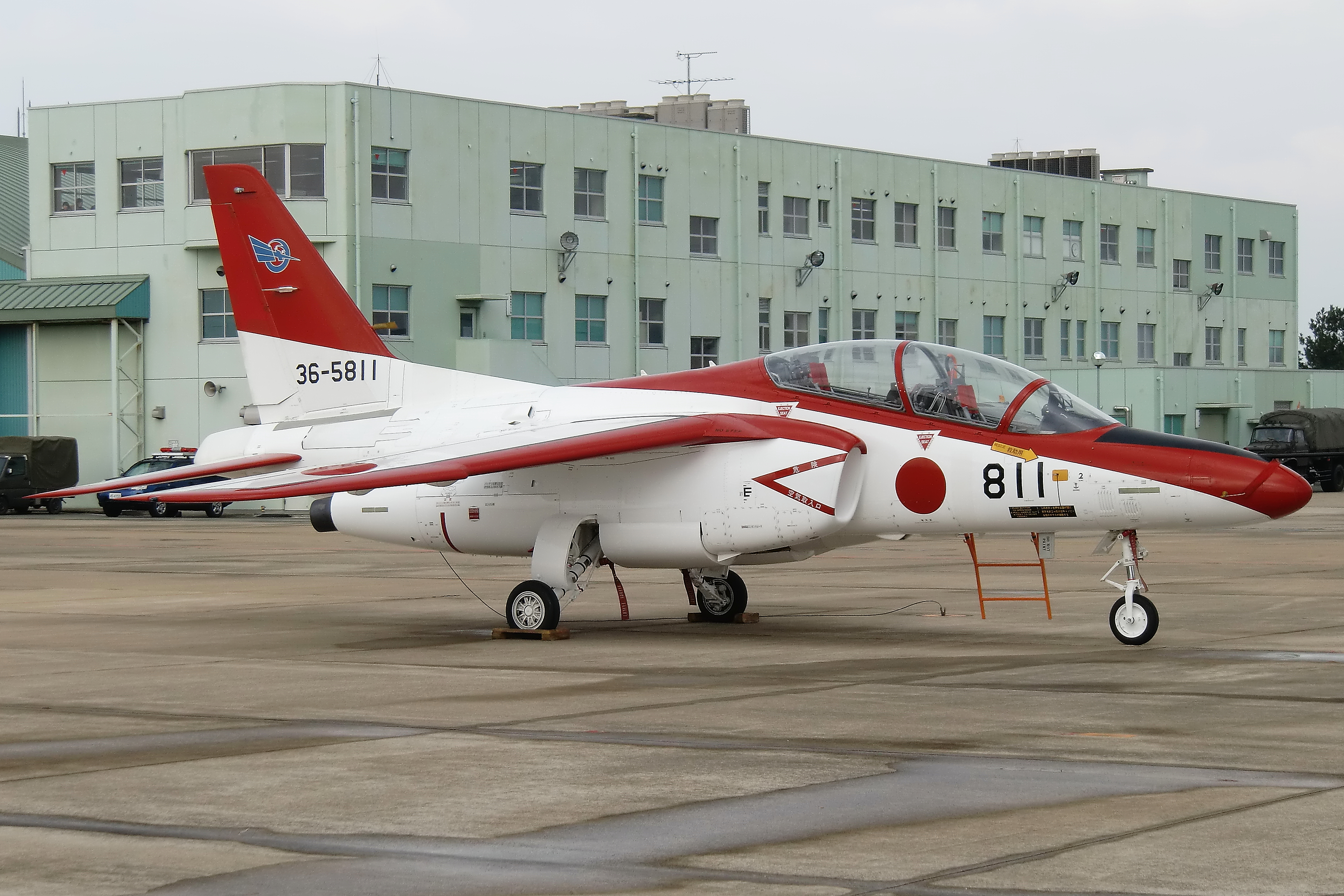
芦屋基地（機体はT-4レッドドルフィン仕様）

- 航空自衛隊芦屋基地

## 産業・経済

### 漁業
- 柏原漁港
- 芦屋漁港
  - 芦屋の漁港で水揚げされるイカは「あしやんいか」と称され、販売されている[5]。近頃では『一本槍』という名前も使われる。また呼子名産のイカは、芦屋でとれたものも多い[6]。

### 商業
- 個人商店を中心とした近隣商業が中心。昭和30年代までは芦屋橋から南へ伸びる本町通り商店街が町内の中心商店街として栄えており(上記写真参照、現在の芦屋橋西交差点付近から南側を撮影)、近隣市町からの買物客も多数いた。また映画館も存在していた。
- 現在の町の中心部は航空自衛隊の正門から国道495号線をまたぐ「正門通り商店街」を中心としたエリアとなっている。住居表示の正門町(せいもんまち)は自衛隊の正門の前にあることに由来する地名であるが、正門通り商店街はやや離れた高浜町・船頭町に立地する。航空自衛隊芦屋基地が進出すると、町の中心部は次第にこの正門通り地区へ移りアーケード付きの商店街が形成された。しかし、昭和50年代から近隣市町に続々と駐車場を持つ大型店が進出したことから、町外からの買物客が減少するとともに町内の買い物客も町外へ流出することとなった。それでも2000年代前半までは、核店舗の買い物客の多かった夕刻や特売日だった土曜日の午前には活気のある商店街であった。しかし2007年には商店街の核となっていたそのスーパーが撤退し、またこの頃には芦屋町以外の周辺地域に更に大型店舗やディスカウントショップが相次いで開店しており、客離れ・空き店舗問題が深刻化している。日中には活気のない商店街も、夜間は現在も自衛隊向けの個人経営の居酒屋・スナック等が多数営業している。
- 町内は主要幹線道路から外れた位置にあり、かつ袋小路となる立地のため、郊外型の量販店や携帯電話販売店、100円ショップなどの出店もなく数件のコンビニを除き、町内には周辺市町のような郊外店舗の進出もほとんど見られない。また立地だけでなく極めて排他的な特性もあり、大手進出が困難だとされている。過去も町営スーパーが出来る場所に当初は4階建ての複合施設（後にパティオ方式に縮小）の核店舗として地場大手の出店の打診もされていたが、商店街の反対によって頓挫した経緯がある。

主に海産物を取り扱う観光向けの商業施設は町北部に存在する。
- 2012年、買い物弱者対策のため全国でも例のない「公設民営」方式のスーパーが中心部に開店した。しかしその後、近接する民間スーパーマーケットが撤退するなど、新たな問題も発生している。

## 教育
町内には町立の小中学校のみ存在する。公立高校普通科の学区は福岡県第4学区である。
小学校
- 芦屋町立芦屋小学校
- 芦屋町立芦屋東小学校
- 芦屋町立山鹿小学校

中学校
- 芦屋町立芦屋中学校

航空自衛隊芦屋基地があり、演習時にはかなりの騒音が発生する。一部防音施工されているが、各学校教室の冷房設備等は基本的にはなかった。しかし2018年頃には各教室に、冷暖房を早期に完備した。校舎建造当時の芦屋小学校、芦屋東小学校は児童数が600-800名超と多く校舎を2棟建築したが、山鹿小学校は300名台で、他校の半分程度であったため1棟となっている。
芦屋東小学校を分離してからしばらくは両校共に多くの児童の通う規模の小学校であったが、芦屋町の周辺に環境の良い住宅地が整備され始めた1980年代初頭をピークに緩やかな減少に転じた。年々児童数の減少傾向が大きくなり、特に2000年代以降は、芦屋小学校、芦屋東小学校では校区の過疎化と高齢化により児童数は200名程度まで急速に減少。ほとんどの学年でクラス替えが出来ない状況となり空き教室が大量に発生している。その一方で校区内の宅地開発が進む山鹿小学校では2010年代前半まで児童数が約500名にまで増加し教室が不足しており、プレハブ校舎を増設して対応していた。2019年頃には全教室に、電子黒板を設置するなど近隣都市と比較しても早くからITツールの導入を積極的に推進している。

## 交通

### 空港・鉄道・高速道路
町内に空港・鉄道・高速道路はいずれも存在しない。また、公共交通においては福岡県北部の自治体で唯一、福岡市内との直通交通手段のない自治体である。
- 最寄の空港
  - 福岡空港
  - 北九州空港
- 最寄駅
  - JR遠賀川駅（遠賀川西岸）
  - JR水巻駅（遠賀川東岸）
    - 町内から直行するバス路線があり、かつ特急が停車する東隣の折尾駅の利用が一般的である。ただし、2000年代後半からは経路が遠回りになっており、最早最寄り駅とはいえない実情となっている。

  - かつて1915年から1931年まで芦屋鉄道が、1947年から1961年までは国鉄芦屋線が遠賀川駅から町内まで運行されていた。また、遠賀川の東岸には水巻町より日炭高松五鉱（大君鉱）までの専用線があり、鉱員輸送や、1960年頃には夏季に海水浴客の輸送も行っていた。
- 最寄の高速道路・インターチェンジ
  - 西日本高速道路：九州自動車道八幡インターチェンジ
  - 福岡北九州高速道路公社：北九州高速4号線黒崎出入口（折尾）
  - 国道3号までは南に約5kmの距離であり10分程度で到達できる。自家用車を利用する場合は周辺市町とほぼ遜色ないアクセスが可能である。

### バス
- 北九州市営バス
  - JR折尾駅と町西部の粟屋との間を結ぶ路線が、町域を東西に横断。町中心部から折尾駅まで平日1日80便運行。
- 芦屋タウンバス
  - JR遠賀川駅と芦屋中央病院、港湾緑地、はまゆう団地を結ぶ4つの路線が、町域を南北に縦断。各系統合計で毎時1～2本の運行（2005年3月西鉄バス北九州(株)が運行する芦屋線の廃止撤退に伴う一部代替路線）。
- 町内巡回バス
  - 60歳以上の高齢者と障がい者等の方が利用できる無料のバス。芦屋部と山鹿部をそれぞれ1日7便運行（日曜日を除く）。

主に町内各地から近隣の鉄道駅を結んでいる。自衛隊前バス停から折尾駅までは約7kmである。2000年代初頭までは経路により異なるものの、速達系統では20分程度で運行していた。利用者の減少、郊外の宅地化による経路変更が相次ぎ、2018年現在では約35分〜40分を要する。特に西岸南部の市街地からはいったん折尾駅とは逆方向に向かい町域の北東部まで迂回した上で若松区に入りようやくほぼ直線経路で南下する。身近な商業集積地として若松区の高須地区がある。遠賀川の対岸であり、中心部からの距離は2kmほどである。自家用車であれば5分ほどで到達できるが「Ω」状に市街地を迂回するバスの線形で距離に比して著しく遠回りをするため所要時間は約2〜30分かかる。徒歩とほぼ差異のない所要時間がかかる現状である。また折尾駅ではJRとの接続は考慮されないダイヤ編成をおこなっている。その到着タイミングも良くなく乗換時分がかかるため、折尾駅を介した乗換には1時間以上を要することが多い。公共交通を使用する場合はほぼ安定して1時間以内に到達できるのは遠賀郡内の遠賀川駅周辺や海老津駅周辺、若松区のごく一部、八幡西区の一部などに限られる。自家用車と比較して通勤、通学には異常に長い時間を要することとなり、芦屋町の衰退の第一の原因となっている。交通至便な近隣地域と比べると著しく不便である。町内には2件のスーパーと町立の総合病院がある他はコンビニとわずかな個人経営店舗しかないため、通勤、通学、買い物、レジャーなど町外に依存している部分が多い。公共交通通学をすると2時間以上かかる高校もあり自転車のほうが所要時間が格段に早いため自転車通学に頼らざるを得ない高校も多数ある。バス離れを食い止めること、高額な定期負担を軽減する目的で通学補助金を助成する制度も創設されているものの、前述のような所要時間のため通学手段として利用困難になりつつあり利用は伸び悩んでいる。御牧大橋は競艇送迎バスと市営バス、タウンバスの車両の送り込みに頻繁に回送バスは通過するが、一般町民は利用できず、競艇送迎バスの数倍の所要時間がかかるバスによる乗らなければならない。
町唯一の交通手段がバスという状況であるためこのような状況でさえ利用者は多く、近年減便が続いている交通局路線の中では数少ない黒字系統でもあり、朝夕や利用者の多い土休日に積極的な増便を行う、快速系統や廃止されていた最速系統の一部復活等の積極策も実施されてはいる。行政においては住民アンケートにおいて著しく低い満足度であるにもかかわらず「利便性が非常に高いのに利用者が少ない」と公式に見解している。
他路線との接続も全く考慮されておらず、折尾駅に向かう途中、青葉台東・青葉台中央公園前停留所で二島・若松方面へのバス路線と輻輳するが、乗り継ぎを考慮したダイヤではない。
北九州市交通局の運行エリアではあるが市外区間であり、以下のような問題点がある。特に交通弱者に対する格差など大きな問題点もある。
北九州市交通局発行の高齢者向けフリー定期券「ふれあい定期」は市外区間は利用除外しているため町民の利用が困難である。福岡県内における一般路線バス会社で特定の自治体だけが不利になるような設定をしている業者は他にはない。障がい者の優待乗車制度も芦屋町民は利用不可、障害の種類によっては北九州市民は全額無償になるが、芦屋町民の障害者は全く割引の適用をされないなどの問題点がある。そのため、芦屋町に在住する交通弱者の外出機会を奪っている現況である。芦屋町の考え方として、北九州市の事業で行っているため芦屋町民が割引を受けられないことは当然であると考えている。町独自で運行するタウンバスも市営バスの減収になるため定期券は市営バスより安くできないし、タウンバスにおける高齢者の割引も交通局より市営バスの乗客減少になるため反対意見が出されたため実施を見送られた。西鉄バス北九州のような定額定期券は発売していないため、定期券が高額となる。また、かつては平日のみ西鉄バス北九州の路線バス（交通局との共同運行であった芦屋急行線）がわずかに乗り入れておりこちらは北九州都市圏の他の自治体と同等の扱いで得パス・グランドパス65・北九州都市圏1日フリー乗車券などが利用できていたが、平日のごく僅かな西鉄運行便を除けば町民が利用できる公共交通機関のすべてに北九州市交通局が関与していた。芦屋急行線の廃止以降はすべてが交通局運行のバスとなっている。2016年9月のダイヤ改正において折尾線の朝ラッシュ時の輸送改善が図られ、快速バスを4便、最速達系統の三ツ頭経由の増便が実施された（現在は快速は3便に減便されている）。
交通局が受託運行している芦屋タウンバスは通常の定期・回数券のみ（割引率は一般路線バスと同程度）、他の自治体のコミュニティバスでよく見られる高齢者の割引はない。
かつては西鉄バス北九州の路線がいくつか町内に乗り入れていたが、先述の芦屋急行線を最後に2017年3月末を以って町内から完全撤退している。
- 北九州市交通局
  - 1 鶴松団地→花野路一丁目→青葉台→畠田→脇の浦→上原（若松高校前）→若松区役所→若松渡場
  - 84 芦屋中央病院玄関前 - 梅ノ木 - 水巻町図書館 - 日吉台 - 九州女子大 - 折尾駅
  - 87 粟屋→鶴松団地→三ツ頭→折尾駅西口（一時期廃止されていたが通勤ラッシュ時に片道1本運行）
  - 90 粟屋・鶴松団地 - 花野路一丁目 - 青葉台 - 高須 - 折尾駅（かつては朝の折尾行きの1本は快速であった）
  - 91 鶴松団地 - 芦屋総合体育館 - 花野路中央 - 青葉台 - 高須 - 折尾駅（朝の折尾行きの一部は快速）

- 芦屋町タウンバス - 町が運営する、道路運送法第78条の2による白ナンバー路線バス（北九州市交通局に運行委託）
  - 芦屋町（芦屋中央病院、夏井ヶ浜（はまゆう団地）） - 遠賀町（遠賀川駅）

### 廃止されたバス路線
- 西鉄バス北九州・北九州市交通局共同運行
  - 鶴松団地 - 青葉台 - 学研都市ひびきの - 黒崎駅 - 八幡西郵便局（急行バス芦屋急行線）（北九州市と芦屋町の共同事業により、芦屋町の鶴松団地〜学研都市〜西鉄黒崎バスセンター〜八幡西郵便局前を北九州市営バスと西鉄バスで共同運行していた急行の路線バスで、末期は平日1日16便運行（土休日は運行しなかった））
- 西日本鉄道→玄海交通→西鉄バス宗像→西鉄バス北九州
  - 急行21・21　芦屋車庫 - 堤防 - 折尾（ここから急行） - 黒崎 - 中央町 - 到津遊園（現・到津の森公園） - 三萩野 - 小倉駅 - 浅野町（のちに浅野となり現在は廃止）（小倉乗り入れ廃止後数年間、八幡駅行きが設定された時期もある。）
  - 21 芦屋車庫 - 堤防 - 折尾車庫・黒崎駅・穴生
  - 24 芦屋車庫 - 遠賀川駅・折尾車庫・黒崎駅・穴生
  - 25 芦屋車庫 - 堤防 - 折尾東団地 - 穴生電停 - 引野口
  - 急行 芦屋車庫 - 堤防（ただし堤防上のバス停はすべて通過）- 折尾東団地 - 穴生電停 - 引野口 - 北九州道路 - 三萩野 - 小倉駅 - 砂津
- 北九州市交通局
  - 粟屋 - 町役場 - はまゆう団地
  - 粟屋 - 江川橋 - 高須公営住宅 - 折尾駅
  - 90　はまゆう団地 - 町役場 - 花野路一丁目 - 青葉台 - 高須公営住宅 - 折尾駅
  - 80 粟屋 - 梅ノ木 - 頃末（水巻町中心部）- 折尾駅（2000年代前半までは毎時1本程度が運行されてきたが、2006年以降は大幅に縮小。最末期は早朝の1往復のみの運行）

### 道路
- 国道495号
- 福岡県道26号北九州芦屋線
- 福岡県道27号直方芦屋線
- 福岡県道202号水巻芦屋線
- 福岡県道224号芦屋港線
- 福岡県道284号高浜東町線
- 福岡県道285号浜口遠賀線

### 港湾
- 芦屋港（地方港湾）

## 名所・旧跡・観光スポット・祭事・催事
- アクアシアン（町営レジャープール）
- 芦屋海浜公園

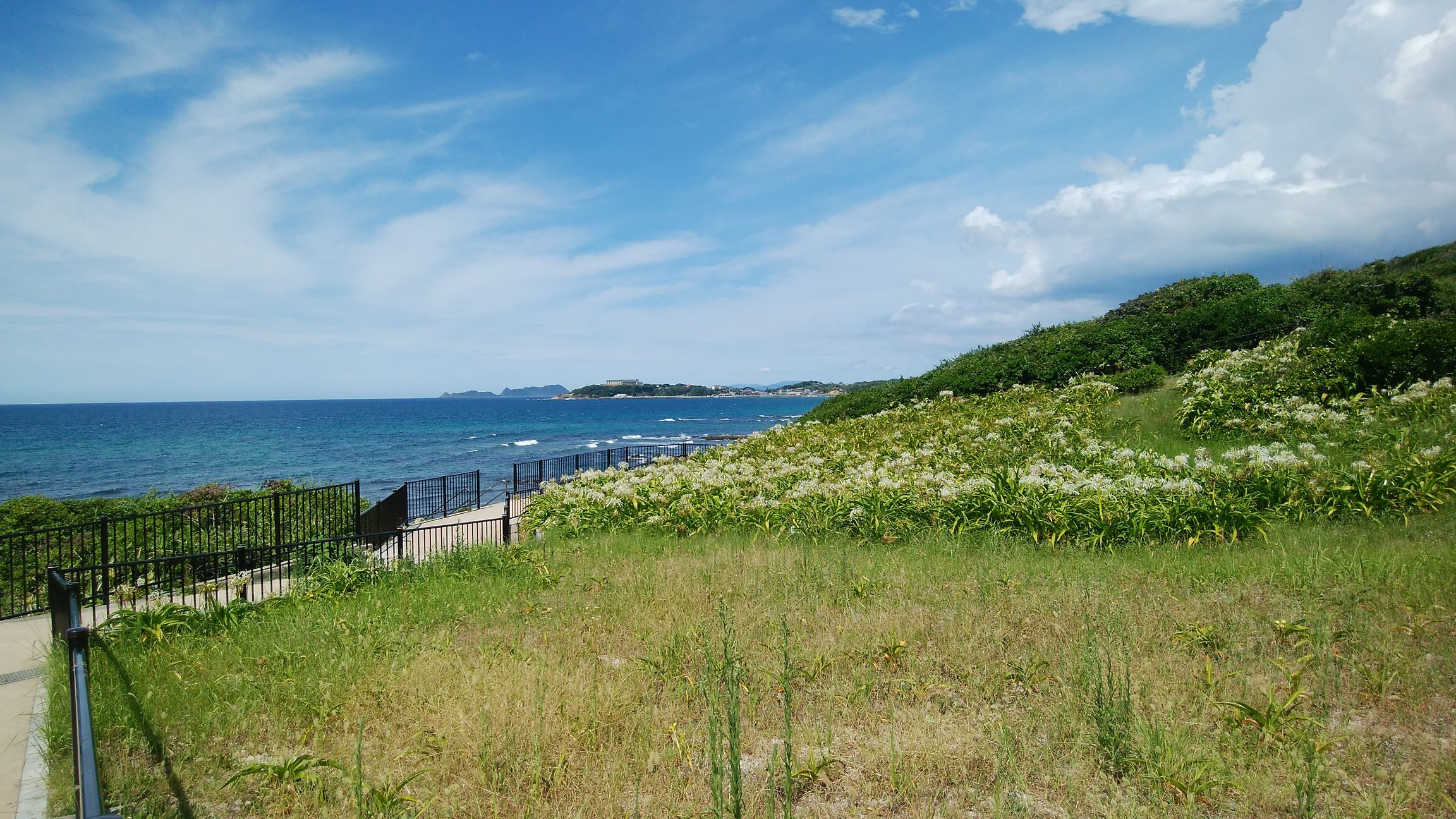
夏井ヶ浜のはまゆう自生地

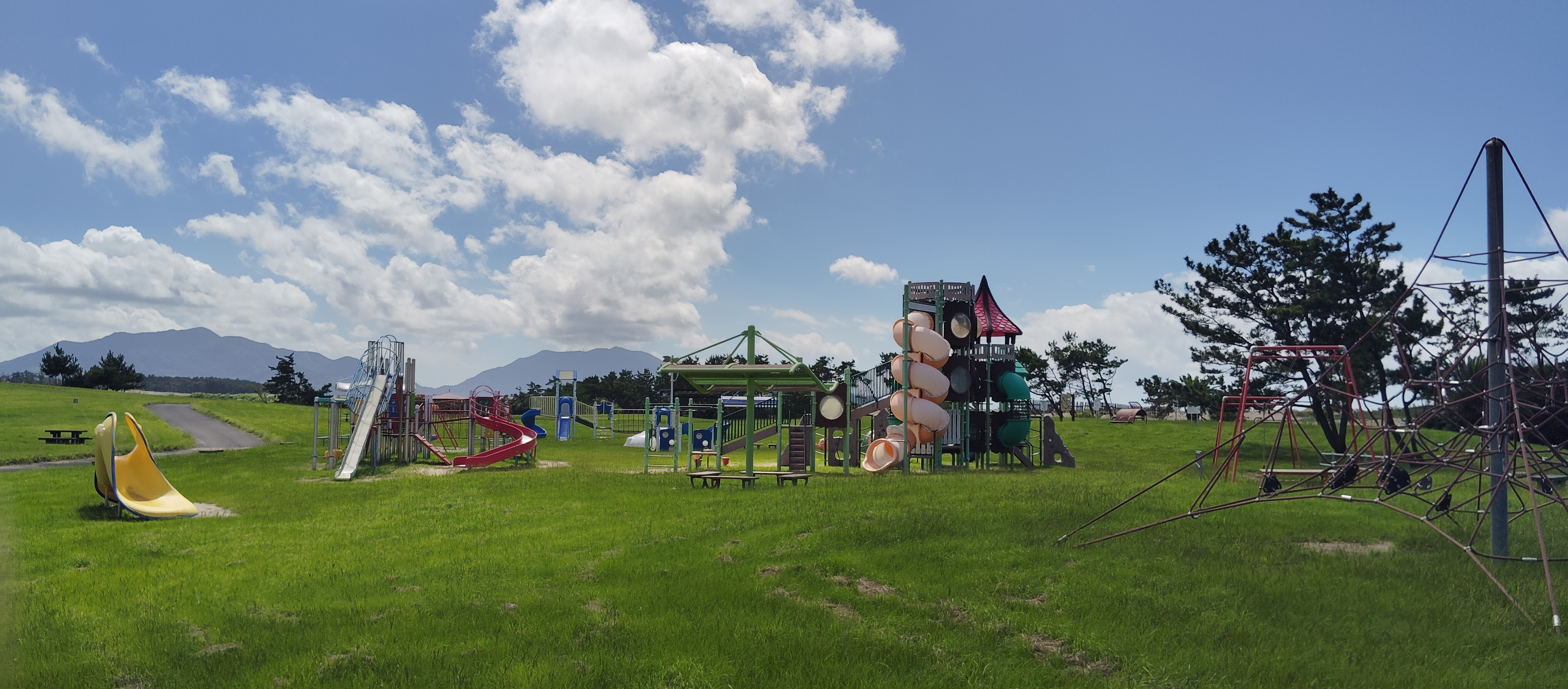
芦屋海浜公園の遊具

- 芦屋海水浴場 - 『あしや砂像展』があり、毎年メイン砂像など様々な砂像が造られる。2006年から諸事情により休止されていたが、2014年よりリニューアルし再開[11]。
- 芦屋釜の里 - 鎌倉時代から江戸時代初期にかけて作られた芦屋釜の研究、復元保存、展示を実施している。
- 神武天皇社
- 岡湊神社
- 狩尾神社（廃寺）
- 須賀神社
- 麻生神社
- 秋葉神社（岡湊神社に統合）
- 千光院大蘇鉄（日本三大蘇鉄）
- 芦屋歴史の里（歴史民俗資料館）
- お魚直売所 とと市場
- 夏井ヶ浜（はまゆう群生地）
- 狩尾岬（千畳敷）
- 堂山・洞山
- 国民宿舎マリンテラスあしや
- 山鹿貝塚

### 公営競技
- ボートレース芦屋

### 祭事・催事
- 鉄供養（岡湊神社・千光院大蘇鉄）- 2月8日
- 人形感謝祭（岡湊神社）- 4月末日
- なんじゃもんじゃ開花（岡湊神社）- 4月末日〜5月上旬
- 芦屋祇園山笠（岡湊神社・狩尾神社）- 7月中旬
- あしや花火大会（芦屋町観光協会）- 7月下旬
- 精霊流し - 8月15日
- 八朔の節句 - 9月1日。国の記録作成等の措置を講ずべき無形の民俗文化財の選択を受けている。
- 筑前芦屋だごびーなとわら馬まつり - 9月下旬。八朔の節句にちなむ住民行事
- 芦屋基地航空祭 - 航空自衛隊芦屋基地、毎年10～11月頃開催。航空ショーや航空機の展示が行われる。
- 遠賀・中間地区農業祭 - 11月下旬または12月初旬
- あしや砂像展 - 芦屋海浜公園、毎年11〜12月の2週間程度開催。国内外の彫刻家が制作した砂像が展示される。1995年から2005年まで毎年夏に行われていた「砂浜の美術展」に代わる新たな砂像展として2014年より開催されている。

以下はかつて行われたイベントである。
- あしや春まつり（中央公園、町内主要道路）
- 芦屋サンバフェスティバル（芦屋中学校グラウンド、町内主要道路）
- 芦屋ロードレース - 9月
- 潮風ウォーキングin芦屋 - 9月下旬

## 芦屋町出身の有名人
- 小野蕪子（俳人）
- 尾中蘆山（日本画家）
- 中西耕石（日本画家）
- 中西千枝子（元バレーボール女子日本代表主将）
- 矢野倖一（国内現存最古の自動車を自作、矢野特殊自動車創業者）
- 吉高寿男（作家）
- 石田勝範（作編曲家）
- 富豪2夢路（プロレスラー）
- 間下隼人（プロレスラー）
- 吉田磯吉（衆議院議員、芦屋鉄道などの社長を務めた実業家）
- 吉田直（小説家）
- 森田悟（お笑い芸人、スパローズ）
- 川上剛（ボートレース選手）
- 露の団四郎（落語家）
- MARHO (ラッパー)

## 映画
以下の映画作品の撮影が当町で行われた。
- トラ・トラ・トラ!

2018年,2019年芦屋町オールロケ
- 夏の夜空と秋の夕日と冬の朝と春の風

## 妖怪
- 海女 (妖怪) が当町の海に出没したという伝承が残っている。